# Dziura nad Żlebem
Dziura nad Żlebem – jaskinia w Dolinie Kościeliskiej w Tatrach Zachodnich. Wejście do niej znajduje się w Wąwozie Kraków, w pobliżu Płaśni między Progi, nad jaskinią Jaworowa Szczelina, poniżej Krakowskiego Schronu, na wysokości 1260 metrów n.p.m. Jaskinia jest pozioma, a jej długość wynosi 6 metrów.

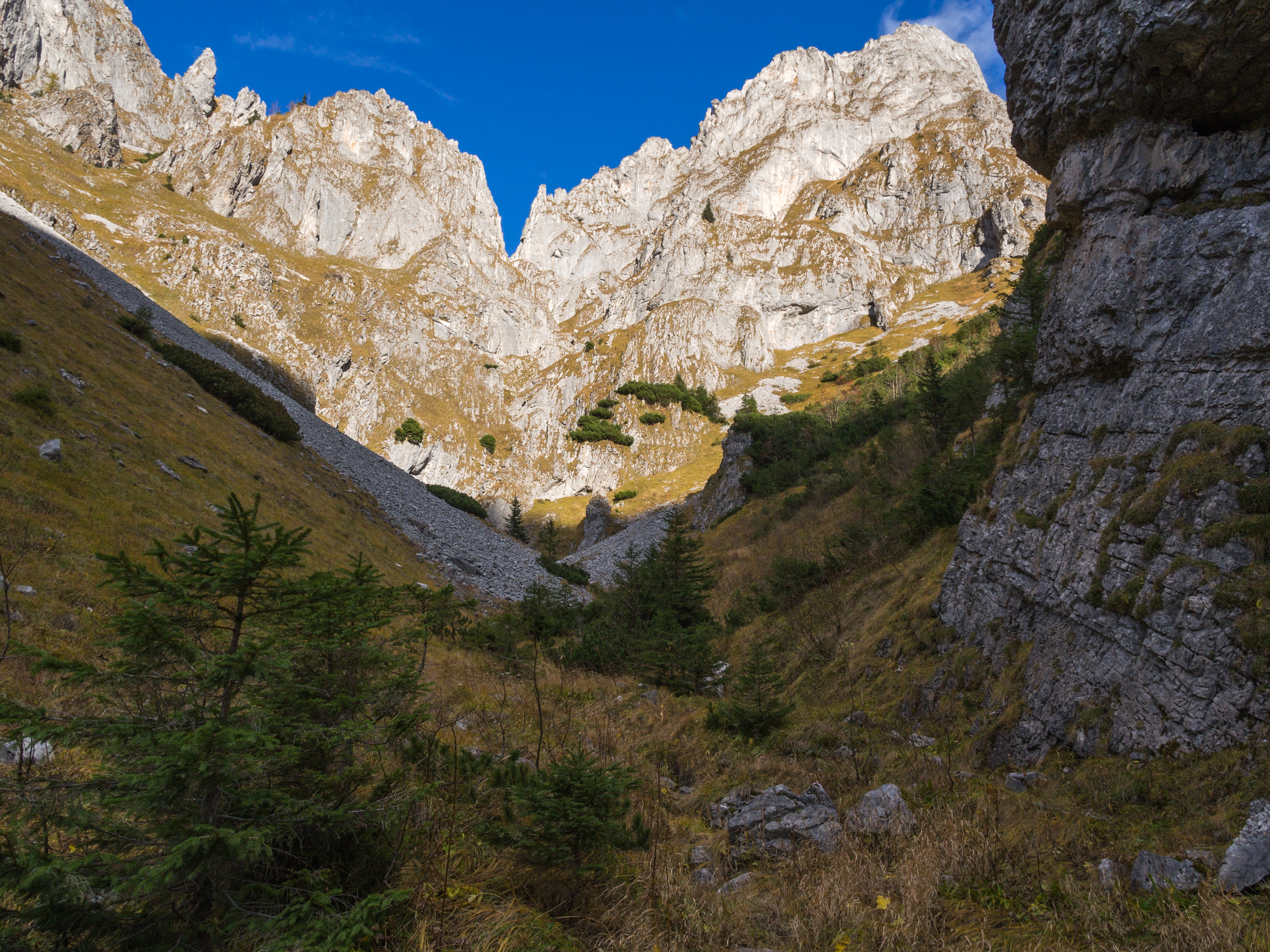
Płaśń między Progi w Wąwozie Kraków

## Opis jaskini
Jaskinię stanowi szczelinowy, prosty korytarzyk zaczynający się w niewielkiej nyży za dużym otworem wejściowym, a kończący małą salką. Z nyży odchodzi jeszcze równoległa do korytarzyka krótka szczelina.

## Przyroda
W jaskini brak jest nacieków. W korytarzyku rosną na ścianach glony i porosty.

## Historia odkryć
Brak jest danych o odkrywcach jaskini. Jej pierwszy plan i opis sporządziła I. Luty przy pomocy J. Pośpiech w 1994 roku.